# IC 5059
IC 5059 ist eine Spiralgalaxie vom Hubble-Typ Sab im Sternbild Indianer am Südsternhimmel. Sie ist schätzungsweise 146 Millionen Lichtjahre von der Milchstraße entfernt.
Das Objekt wurde am 17. Mai 1904 von Royal Harwood Frost entdeckt.